# Type Turin
Le type Turin est un modèle de gravure monétaire français dessiné et gravé par Pierre Turin et utilisé à partir de 1929 jusqu'en 1949 en France, et jusqu'en 1952 dans certaines colonies.

## Histoire
Ce modèle fut choisi dans le cadre d'un concours national organisé par la Monnaie de Paris à la suite de la refonte monétaire due à l'officialisation du franc Poincaré en 1928.
Deux modules furent retenus, l'un pour la pièce de 10 francs et l'autre pour la pièce de 20 francs. De manière générique, l'avers représente le profil droit de Marianne (la République), coiffée du bonnet phrygien ceint d'une couronne de lauriers, entourée d'une légende circulaire REPUBLIQUE FRANÇAISE, le tout portant la signature du graveur P.TURIN. Le revers présente deux épis de blé stylisés encadrant - de bas en haut - la valeur faciale, l'année d'émission entre deux différents, celui de l'atelier monétaire (la corne d'abondance pour Paris), et celui du graveur général des monnaies (une aile pour Lucien Bazor), puis, sur trois lignes : LIBERTE EGALITE FRATERNITE. La tranche est striée.
Témoignage de l'époque, la gravure du revers a été exécutée dans le style art déco, mouvement artistique qui connaît son apogée au moment l’exposition de 1925, et qui s’étend jusqu’en 1940 : sobre et classique, convoquant des lignes droites et affirmées. 
Ces pièces de 10 francs et de 20 francs, qui sont à l'exact module de l'ancienne pièce de 2 francs type Semeuse sont les premières à être fabriquées en France dans ce métal, à savoir l'argent, pour ces valeurs habituellement réservées à l'or. Ceci témoigne de l'érosion monétaire, lente mais certaine, qui aboutit au franc Poincaré représentant 1/5e du franc Germinal. Par ailleurs, le titrage est faible et ne comprend que 68 % d'argent pur : le franc fut chahuté dès 1931 puis dévalué en 1938, et l'évolution irrégulière du tirage témoigne de cette instabilité.
En dépit de leur faible titrage, ces pièces furent thésaurisées d'une façon sensiblement importante à partir de 1937 par les Français, puis disparurent progressivement de la circulation. Pour certains millésimes, il n'y eut qu'un très faible tirage : ceux de la 10 francs 1935 et 1936 sont rares, ainsi que ceux de la 20 francs 1935 et 1939.
Si elles ne furent pas officiellement démonétisées en 1939, l'arrivée de la guerre fit que d'importantes quantités de pièces se retrouvèrent figées dans les bas de laine. Encore de nos jours, on les retrouve dans les greniers. 
En 1945, la frappe des seules pièces de 10 francs fut reprise jusqu'en 1949, l'alliage d'argent étant alors remplacé par du cupro-nickel. Ces pièces furent ensuite remplacées en 1950 par les 10 francs et 20 francs de type Guiraud.
Le type Turin fut repris, également en cupro-nickel, pour des monnaies où la mention ALGÉRIE remplaçait la devise Liberté, Égalité, Fraternité destinées à circuler dans ce territoire ; frappées de 1949 à 1952, ces pièces d'une valeur de 20, 50 et 100 francs n'avaient pas cours légal en France.

## Tableau des émissions
| Années            | Valeur    | Diamètre | Poids | Métal        | Tirage total | Commentaires                                                                             |
| ----------------- | --------- | -------- | ----- | ------------ | ------------ | ---------------------------------------------------------------------------------------- |
| 1929 à 1939       | 10 francs | 28 mm    | 10 g  | argent 68 %  | 234 621 237  |                                                                                          |
| 1929, 1933 à 1939 | 20 francs | 35 mm    | 20 g  | argent 68 %  | 51 618 571   | pas d'émissions entre 1930 et 1932 ; variante en 1934 : boucle du 3 plus ou moins fermée |
| 1945 à 1947       | 10 francs | 26 mm    | 7 g   | cupro-nickel | 98 232 500   | type avec grosse tête - variante rameaux longs/rameaux courts (1945, 1946)               |
| 1947 à 1949       | 10 francs | 26 mm    | 7 g   | cupro-nickel | 337 934 500  | type avec petite tête                                                                    |

Notes :
- Une petite lettre située sur la face revers, sous le texte  FRATERNITE, indique l'atelier de frappe. Pas de lettre pour Paris, 'B' pour Beaumont-le-Roger.
- Le type 10 francs « grosse tête » couvre la période du Gouvernement provisoire ; le type « petite tête » couvre le début de la Quatrième République.

## Galerie

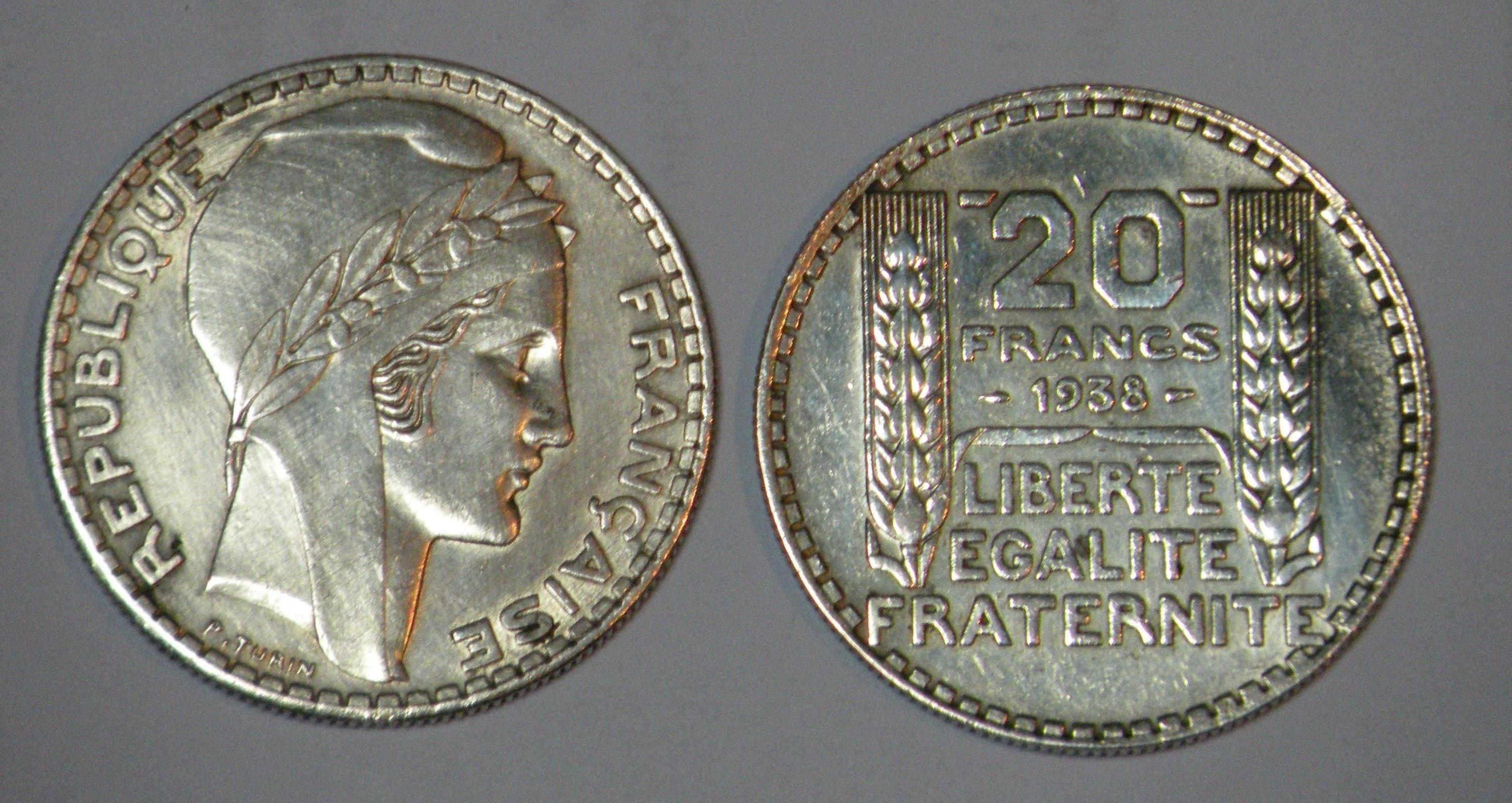
20 francs argent 1938
Revers de la pièce de 100 francs Algérie, 1950
10 francs, grosse tête, rameaux courts, frappée à Paris, 1946 (avers)
10 francs, grosse tête, rameaux courts, frappée à Paris, 1946 (revers)
10 francs, petite tête, frappée à Paris, 1949 (avers)
10 francs, petite tête, frappée à Paris, 1949 (revers)
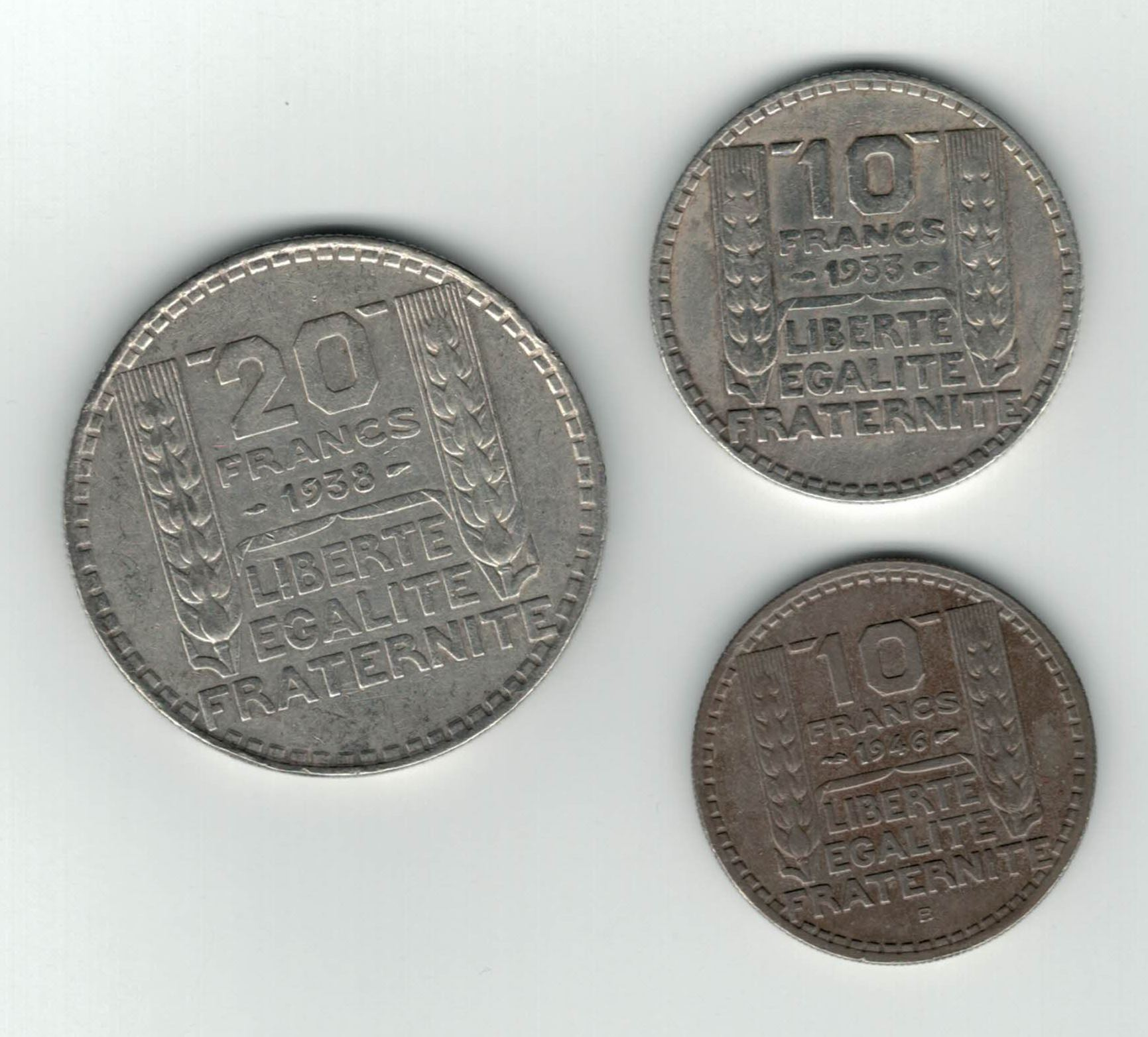
Distinction des tailles et des matières entre les pièces de 10 et 20 francs